# Spring Grove, Illinois
Spring Grove là một làng thuộc quận McHenry, tiểu bang Illinois, Hoa Kỳ. Năm 2010, dân số của làng này là 5778 người.

## Dân số
Dân số qua các năm:
- Năm 2000: 3880 người.
- Năm 2010: 5778 người.